# Венецано (Болоња)
Венецано (итал. Venezzano) је насеље у Италији у округу Болоња, региону Емилија-Ромања.
Према процени из 2011. у насељу је живело 1531 становника. Насеље се налази на надморској висини од 13 м.